# Cameron (Texas)
Cameron es una ciudad ubicada en el condado de Milam en el estado estadounidense de Texas. En el Censo de 2010 tenía una población de 5.552 habitantes y una densidad poblacional de 409,72 personas por km².

## Geografía
Cameron se encuentra ubicada en las coordenadas 30°51′39″N 96°58′37″O / 30.86083, -96.97694. Según la Oficina del Censo de los Estados Unidos, Cameron tiene una superficie total de 13.55 km², de la cual 13.55 km² corresponden a tierra firme y (0%) 0 km² es agua.

## Demografía
Según el censo de 2010, había 5.552 personas residiendo en Cameron. La densidad de población era de 409,72 hab./km². De los 5.552 habitantes, Cameron estaba compuesto por el 65.58% blancos, el 20.24% eran afroamericanos, el 0.58% eran amerindios, el 0.4% eran asiáticos, el 0% eran isleños del Pacífico, el 11.98% eran de otras razas y el 1.22% pertenecían a dos o más razas. Del total de la población el 33.57% eran hispanos o latinos de cualquier raza.